# 長征三號運載火箭
长征三号火箭，原名长征二号乙，是在长征二号丙火箭基础上发展起来的三级火箭，主要用途为发射同步轨道卫星。该火箭于1978年开始方案设计，1980年进入初步设计，1984年1月29日首次发射，因三子级发动机第二次点火后未能正常工作，未能将东方红二号卫星送入地球同步转移轨道，仅进行了通信试验。该火箭曾于1990年4月7日成功地将美国休斯公司制造的亚洲1号卫星送入地球同步转移轨道。
长征三号火箭全长约45米，一子级和二子级的直径为3.35米，三子级的直径2.25米。A型整流罩的直径为2.6米，B型整流罩的直径为3米，尾翼翼展6.15米，起飞重量204.88吨。它的一、二级发动机采用长征二号丙的一、二级发动机，三级则采用世界上最先进的液氢/液氧发动机。地球同步转移轨道运载能力为1600公斤。發射價格約為四千萬美元。
长征三号火箭主要用于发射自旋稳定地球同步轨道卫星，如东方红二号通信卫星和风云二号气象卫星，也可以发射美国休斯公司制造的HS-376平台通信卫星。

## 发射记录
| 飞行次序             | 起飞时间 (UTC+8)        | 发射工位                     | 有效载荷         | 卫星轨道                | 发射结果 |
| -------------------- | ----------------------- | ---------------------------- | ---------------- | ----------------------- | -------- |
| 1                    | 1984年1月29日 20时25分  | 第27试验训练基地三号发射工位 | 试验通信卫星     | 地球同步转移轨道 (计划) | 部分成功 |
| 2                    | 1984年4月8日 19时20分   | 第27试验训练基地三号发射工位 | 试验通信卫星     | 地球同步转移轨道        | 成功     |
| 3                    | 1986年2月1日 20时36分   | 西昌卫星发射中心三号发射工位 | 实用广播通信卫星 | 地球同步转移轨道        | 成功     |
| 4                    | 1988年3月7日 20时41分   | 西昌卫星发射中心三号发射工位 | 实用同步卫星01星 | 地球同步转移轨道        | 成功     |
| 5                    | 1988年12月22日 20时40分 | 西昌卫星发射中心三号发射工位 | 实用同步卫星02星 | 地球同步转移轨道        | 成功     |
| 6                    | 1990年2月4日 20时28分   | 西昌卫星发射中心三号发射工位 | 实用同步卫星03星 | 地球同步转移轨道        | 成功     |
| 7                    | 1990年4月7日 21时30分   | 西昌卫星发射中心三号发射工位 | 亚洲1号          | 地球同步转移轨道        | 成功     |
| 8                    | 1991年12月28日 20时02分 | 西昌卫星发射中心三号发射工位 | 实用同步卫星04星 | 地球同步转移轨道 (计划) | 失败     |
| 9                    | 1994年7月21日 18时55分  | 西昌卫星发射中心三号发射工位 | 亚太1号          | 地球同步转移轨道        | 成功     |
| 10                   | 1996年7月3日 10时47分   | 西昌卫星发射中心三号发射工位 | 亚太1A           | 地球同步转移轨道        | 成功     |
| 11                   | 1996年8月18日 18时27分  | 西昌卫星发射中心三号发射工位 | 中星7号          | 地球同步转移轨道 (计划) | 失败     |
| 12                   | 1997年6月10日 20时01分  | 西昌卫星发射中心三号发射工位 | 风云二号02星     | 地球同步转移轨道        | 成功     |
| 13                   | 2000年6月25日 19时50分  | 西昌卫星发射中心三号发射工位 | 风云二号03星     | 地球同步转移轨道        | 成功     |
| \| 成功率：76.92% \| |                         |                              |                  |                         |          |
| 成功率：76.92%       |                         |                              |                  |                         |          |

### 数据统计
- 成功
- 计划
- 部分成功
- 失利